# Sein süßes Mädel
Sein süßes Mädel ist ein deutsches Stummfilmlustspiel aus dem Jahre 1916 von Edmund Edel mit Tatjana Irrah in der Hauptrolle.

## Handlung
Die junge Baroness Edith wohnt im Kreis der Familie ihres Onkels Baron Kuno Kranich von Dingskirchen. Der findet, dass es höchste Zeit wird, die Nichte unter die Haube zu bringen. Ein möglicher Eheanwärter ist bereits gefunden: es handelt sich um ihren schmucken Vetter Fritz. Ehe sie dem familiären Arrangement zustimmt, will Edith aber Fritz zuvor unbedingt unter vier Augen kennen lernen. Deshalb verkleidet sie sich als besonders hässliches Frauenzimmer, um Fritzens Reaktion zu testen. Er scheint ihr ganz gut zu gefallen, jedenfalls als Edith hört, dass Fritz nur bereit ist, ein „süßes Mädel“ zu heiraten, ändert die Baronesse ihre Strategie und verwandelt sich nunmehr in eine niedliche Kammerzofe. Derart umgarnt, verliebt sich Fritz augenblicklich in die junge Frau, die ihn als Nächstes zu ihrer angeblichen Mutter, einer gewissen Madame Braun, lockt. Die betreibt einen Massagesalon, in dem der überraschte Fritz sogleich in den Schwitzkasten genommen wird, während Edith sich als kesse Nagelpflegerin ausgibt und ihn in ihrer Tapsigkeit auch sogleich verletzt. Doch die Wunde, die sie mit ihrem Charme in seinem Herzen hinterlässt, scheint Fritz weitaus mehr zu schmerzen. 
Edith will es jetzt noch auf einen weiteren Test ankommen lassen und lädt Fritz zum Sommerfest im zoologischen Garten ein. Diesmal hat sie sich als kleines Blumenmädchen verkleidet. Endgültig von der „Zofe“ Edith verzaubert, will Fritz auf alle Standesdünkel verzichten und jene junge Frau, die ihm längst das Herz geraubt hat, zum Altar führen. Onkel Bruno, der die Geduld zu verlieren droht, setzt Fritz die Pistole auf die Brust: Durch den Familienanwalt lässt er Fritz mitteilen, dass dieser des Familienerbes verlustig werden wird, sollte er nicht bis morgen heiraten. Da Fritz keine vorzeigbare Braut aufzuweisen hat, geht er geknickt zum Haus des Barons Kuno, im Glauben, sich nunmehr ein Donnerwetter anhören zu müssen. Stattdessen begegnet er dort aber der angeblichen „Zofe“, seinem süßen Mädel, wieder. Es ist erneut Edith, die sich mal wieder besonders hässlich gemacht hat. An ihren kleinen Füßen aber erkennt er Edith sogleich, und beide fallen sich, nachdem sich die Baroness demaskiert hat, in die Arme. Nun steht einer Heirat nichts mehr im Wege.

## Produktionsnotizen
Sein süßes Mädel entstand im Sommer 1916, passierte die Filmzensur im September desselben Jahres und wurde kurz darauf uraufgeführt. Am 10. November 1916 feierte das Lustspiel seine Wiener Premiere. Die Länge des Dreiakters betrug rund 990 Meter.

## Rezeption
In der Kinematographischen Rundschau ist zu lesen: „In der lustigen Handlung dieses Films sehen wir Tatjana Irrah in der Rolle einer übermütigen Baronesse, die den ihr zugedachten Bräutigam erst heiratet, nachdem sie ihm allerlei Streiche gespielt hat und sein süßes Mädel geworden ist.“